# Johan Nybom
Johan Nybom, född 5 december 1815 i Uppsala, död 23 maj 1889 i Västerås, var en svensk poet, sångtextförfattare och tidningsman. 

## Biografi
Johan Nybom var son till en fattig lappskomakare i Uppsala och modern städade åt studenter. Nybom var dock begåvad, och år 1835 blev han student vid Uppsala universitet. Vid universitetet blev han snabbt populär som studenternas och skandinavismens skald, som en motsvarighet till C.V.A. Strandberg i Lund.
Han blev känd som överliggare. Hans vänner läxade upp honom för att det ingenting blev av honom, men någon nämnvärd verkan av detta märktes inte. En hjärtesorg bidrog också till att den känslige skalden kom av sig. Han hade djupt fäst sig vid en ung flicka, och han var älskad tillbaka. "Så kan jag aldrig mer av någon kvinna bliva älskad", anförtrodde han senare en vän. Flickans anhöriga lyckades dock förmå henne att offra sin kärlek till den obotlige överliggaren och räcka sin hand åt en välsituerad borgmästare. Men Johan Nybom kunde aldrig glömma sin ungdoms drömda brud, och ännu som 73-åring sände han henne sitt porträtt.
Efter att i ett par årtionden levat i Uppsala som student, samt under tiden även turnerat som uppläsare av sina dikter runt i Sverige och uppträtt som just student, flyttade han till Västerås i början av 1860-talet och blev medarbetare i Vestmanlands Läns Tidning fram till sin död.
Hans Samlade dikter utkom i fyra band under åren 1844–1848.
Bland dikterna har Aftonsång, Giv akt!, Så säga Sveriges studenter, Fansång (Stå stark du ljusets riddarvakt) och Niagara blivit de mest kända.
Johan Nybom skapade uttrycket "den eviga ungdomens stad" om Uppsala i en dikt till invigningen av Katedralskolans nya lokaler i Dekanhuset år 1837 (i dikten ursprungligen "staden av evig ungdom").
Nybom har med största sannolikhet stått modell för Gustaf Frödings berömda figur Skalden Wennerbom  (namnet lär vara sammansatt av Wennerberg och Nybom).

## Sångtexter
- Stå stark du ljusets riddarvakt
- Trummarsch